# 細谷秋夫
細谷 秋夫（ほそや あきお）は、日本の映像作家、アニメーター、アニメーション演出家。
主に、NHKの音楽番組「みんなのうた」などのアニメーションを制作している。

## 作成作品一覧

### みんなのうた
- ◆は5分間1曲枠の楽曲。
- ペンギンパラダイス / 中尾隆聖、ボイスランドキッズ（1996年10月・11月放送）